# Bringing Up Father (1928)
Bringing Up Father is een Amerikaanse filmkomedie uit 1928 onder regie van Jack Conway. In Nederland werd de film destijds uitgebracht onder de titel Als niet komt tot iet.

## Verhaal
De rijke Jiggs is het zat dat hij aldoor wordt uitgesloten van de feestjes, die zijn vrouw en dochter geven om hogerop te komen op de maatschappelijke ladder. Hij besluit hun een lesje te leren door te doen alsof hij zelfmoord pleegt. Zijn plan loopt niet helemaal zoals verwacht.

## Rolverdeling
| Acteur              | Personage           |
| ------------------- | ------------------- |
| Marie Dressler      | Annie Moore         |
| Polly Moran         | Maggie Jiggs        |
| J. Farrell McDonald | Jiggs               |
| Jules Cowles        | Dinty Moore         |
| Gertrude Olmstead   | Ellen               |
| Grant Withers       | Dennis              |
| Andrés de Segurola  | Graaf               |
| Rose Dione          | Mevrouw Smith       |
| David Mir           | Oswald              |
| Tenen Holtz         | Ginsberg Feitelbaum |